# Club des Explorateurs
Pour l'association française, voir Société des explorateurs français.
Pour l'organisation américaine, voir The Explorers Club.
 (avril 2018).
Le Club des Explorateurs, appelé aussi Club des Éclaireurs, est un département de l'Église adventiste du septième jour (EASJ), qui travaille spécifiquement avec l'éducation identité culturelle, sociale et religieuse des enfants et des adolescents dans la tranche d'âge située entre 10 et 15 ans,.Après avoir passé cet âge, ils peuvent faire une formation pour devenir chef guide.
Semblable à bien des égards au scoutisme, en dehors de cette importance religieuse donnée par les activités. Il fait partie du programme officiel de l'Église adventiste depuis 1950. Globalement, le club des Explorateurs fait partie du ministère de la jeunesse de l'église, dont le directeur est le dominicain Andrés J. Peralta,.

## Différences d'organisation et d'âge
Dans le monde entier, ce département de l’Église adventiste change de nom, de format et d’audience, y compris dans la Francophonie.
Dans les pays d’Afrique et d’Océanie de langue officielle française, ainsi qu’en France, il est appelé «Explorateurs», l’œuvre de l’Église adventiste auprès des jeunes de 10 à 15 ans. Au Canada, on l'appelle aussi «Explorateurs», âgés de 10 à 16 ans. Dans les pays francophones des Caraïbes, le même département, qui travaille avec les jeunes de 10 à 15 ans, s'appelle «Éclaireurs».

## Histoire

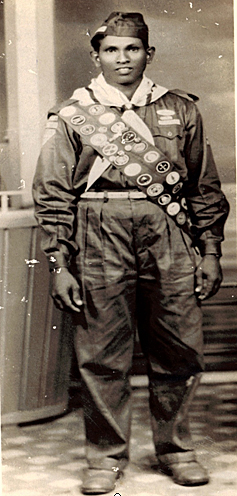
Pasteur Samuthram en 1958, fondateur du mouvement «Missionnaires volontaires» en Malaisie.

La première étape vers la création du Club des Explorateurs au sein de l'église adventiste a été entreprise en 1907, lorsque le «Département des Jeunes Missionnaires volontaires» a été créé sous la direction du pasteur Milton E. Kern..
En 1909, les premières Sociétés de Jeunes Missionnaires volontaires (JMV) sont organisées et en 1914, les premières leçons sont développées pour les MV Jeunesse, qui seraient les précurseurs des jeunes classes.
En 1911, les embryons de club des Explorateurs à Takoma Park aux États-Unis sont formés. Trois clubs ont été formés au Takoma en 1911 : les Scouts Missions, le Woodland Clan & Pals et les Takoma Indians. Ils étaient caractérisés par le fait qu'ils n'acceptaient que des garçons dans leurs rangs.
En 1919, Arthur Spalding fonda le club Scouts Missionaries (Scouts missionnaires en français) dans le comté de Madison, au Tennessee. Spalding a étudié l'organisation, formulé des principes directeurs cohérents avec les objectifs spirituels de l'Église adventiste (caractéristique non adoptée à l'origine par les clubs de Takoma Park) et créé les grandes lignes du mouvement. Les Scouts missionnaires ont développé les idéaux qui sont fondamentaux pour le Club des Explorateurs actuel.
En 1929, pour la première fois, le nom de «pathfinder» («Explorateurs/Éclaireurs» en français) est utilisé dans un programme pour jeunes de l'Église adventiste. L’Association de la Californie du Sud-Est promeut un camp pour JMV et le nomme «pathfinder». Et la même association (Californie du Sud-Est), en 1946, sponsorise officiellement de manière unilatérale le programme. Son premier prototype de club est reconnu et il est testé à Riverside, en Californie.
Parallèlement à son expérience en Californie, la Conférence générale de l’Église adventiste officialisa le programme du club en 1950 et adopta un uniforme, un drapeau (fabriqué par Hellen Hobbs et Henry Bergh en 1948) et un hymne (composé en 1949 par Henry Bergh) pour le nouveau département. Le nom adopté pour le programme était le Club de Jeunes - Volontaires missionnaires.
Du 9 au 11 octobre 1953, l'Association du Sud de la Nouvelle-Angleterre promeut le premier camporée des Explorateurs à Ashburnham, dans le Massachusetts. Depuis lors, il s’agit du camp principal et de la forme d’interaction entre les Clubs des Explorateurs du monde entier.
Depuis son officialisation en tant que programme de l'Église adventiste, il a subi quelques mises à jour, les plus importantes étant :
- (1958) Développement des jeunes classes;
- (1959) Développement de classes de développement physique et moral (médailles d'or et d'argent);
- (1976) Maîtrise ajoutée au programme du club;
- (1982) L'emblème mondial des Jeunes Missionnaires volontaires (JMV) est remplacé par l'emblème mondial des Explorateurs/Éclaireurs, avec le nom de JMV tombant en désuétude;
- (1988) Premier révision générale du programme d'études des Explorateurs/Éclaireurs;
- (2012) La deuxième révision générale du programme d'études des Explorateurs/Éclaireurs est organisée.

En janvier 2018, il y avait plus de 1,5 million d'explorateurs/éclaireurs et 40 000 clubs dans plus de 150 pays.

## Philosophie et objectifs
Les Explorateurs est un programme religieux, centré sur le trépied physique - mental - spirituel,, qui développe des activités pour répondre aux besoins et aux intérêts des enfants et des adolescents (juvéniles) entre 12 et 15 ans, avec un accent particulier sur ce groupe d'âge. Une grande partie du programme est construit autour d'activités physiques. . Selon le manuel de le club des Explorateurs, l'accent mis sur l'activité physique s'explique parce que « les jeunes entre 12 et 15 ans sont à un stade de croissance et de développement physique très rapide. » Selon la philosophie du club, de programme implique des activités d'action, d'aventure, de défi et de groupe, ayant pour but d' « offrir des possibilités pour le développement de nouvelles attitudes et de compétences qui produisent la croissance personnelle, l'équipe et l'esprit communautaire, » qui, toujours selon la philosophie du programme, qui fait partie du trépied de la «citoyenneté et de loyauté» qui prêche le respect de « Dieu, sa création et son église. »
Alors que le club des Explorateurs existe principalement pour les jeunes, l'un de ses principaux objectifs est de répondre également aux parents et aux membres de l'église à travers une participation active avec le club. Le but de cette participation est de réduire (ou supprimer) l'écart entre les générations et de rapprocher les jeunes et les adultes en travaillant et en s'amusant ensemble dans une obligation de l'expérience commune.
Toute la philosophie se base sur le principe que « les mineurs et les enfants apprennent par l'exemple, plutôt que de préceptes. » La façon dont ils voient les dirigeants et les valeurs parentales est utilisée comme un modèle spirituel et social à suivre. Avec ce devrait élaborer des principes moraux élevés, les attitudes d'amour, de soins et de détermination, surprenantes dans toutes ces activités. La philosophie éducative du club a également souligné que les jeunes apprennent plus efficacement dans un climat positif, heureux et en sécurité. Selon la Conférence générale de l'Église adventiste, « l'attitude des dirigeants du club est donc un élément essentiel pour assurer le succès et l'efficacité de ce ministère auprès de la jeunesse parce qu'il est l'un des principaux modèles à suivre par les jeunes. »

### Responsabilité des dirigeants
Le leadership est chargé «d'aider les jeunes à comprendre et à aimer Dieu, à prendre soin de l'Église et des autres». Selon le manuel du Club des Explorateurs, les objectifs et les devoirs de la direction du club sont,:
- «Encouragez les explorateurs à découvrir leur potentiel donné par Dieu et à utiliser leurs dons et capacités pour répondre aux attentes du plan du salut»;
- «Les inciter à exprimer personnellement leur amour pour Dieu, en s'unissant à d'autres jeunes dans diverses activités avec la communauté»;
- «Faire du salut personnel du club une priorité numéro un dans le programme du club»;
- «Construire chez l'explorateur l'appréciation d'une vie saine (pour profiter des activités de plein air) et cultiver en lui l'amour de la création de Dieu», ainsi qu'une vie «en bonne forme physique, en lui apprenant à prendre soin de son corps et à établir des habitudes saines» ;
- «Enseigner à l'explorateur des compétences engageantes et interactives afin de rendre le temps et les talents des jeunes plus significatifs»;
- «Offrir une opportunité de développement du leadership en encourageant les membres du club à travailler ensemble et en partageant les responsabilités de leadership»[22];
- «Et viser à favoriser le développement harmonieux de l'explorateur, en prenant soin de tous les aspects nécessaires, qu'ils soient physiques, sociaux, intellectuels et spirituels».

## Organisation

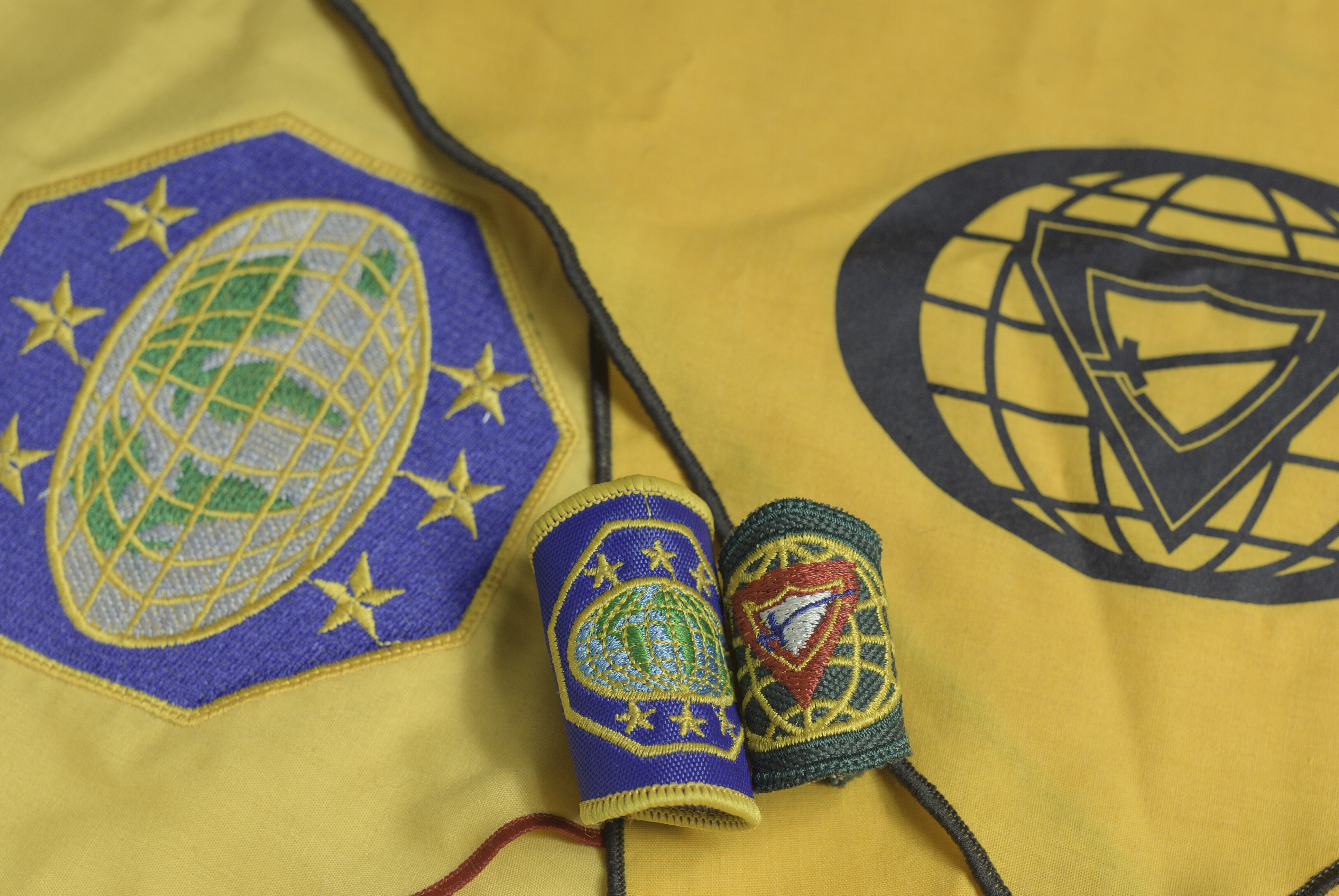
Écharpe et attaches d'écharpe du chef-guide (à gauche) et de l'explorateur (à droite).

Chaque club des Explorateurs est dirigé par des membres adventistes laïcs (sans formation théologique académique), étant un directeur de club, des directeurs associés, des conseillers, des instructeurs, un aumônier, un secrétaire et un trésorier. Les postes administratifs du club exigent que des personnes ayant des connaissances techniques et formées occupent le poste, mais sont nommées par le comité administratif de la congrégation à laquelle le club est rattaché. Le Département de la jeunesse de la Conférence générale leur demande d'être de préférence des leaders investis - plus de 18 ans qui ont satisfait à la «classe chef-guide» - ou du moins qui satisfont aux exigences de la classe chef-guide,.
Le club est divisé en unités distinctes, classées par sexe et âge. Chaque unité compte en moyenne six ou huit explorateurs, accompagnés d'un conseiller, qui en est le chef. L'unité fonctionne comme une cellule de club, ou un «micro-club», car elle élabore également un organigramme administratif avec un capitaine, un secrétaire et un trésorier (il y a d'autres fonctions), en plus de développer des activités pratiques et théoriques à travers l'interaction entre ses membres.
Les clubs sont également organisés en coordinations régionales et coordinations districtés, qui fonctionnent comme des groupements de divers clubs. Habituellement, il a pour tâche de développer des activités de plus grande envergure (comme les camporées), qui nécessitent plus d'efforts et de planification, en apportant également un soutien au club, à travers «l'équipe régionale/de district». La région et le district sont respectivement coordonnés par un coordinateur régional et un coordinateur de district, généralement un chef-guide investi. La région et le district (adventistes laïcs) sont généralement élus par un scrutin, où les directeurs de club et les pasteurs dans leur domaine d'activité, en tant que délégués-représentants, l'élisent.
La coordination locale des champs explorateurs (poste missionnaire, missions, fédérations, unités et divisions), à l'instar des régions et des districts, est chargée de coordonner les activités nécessitant plus de planification, en plus d'avoir le devoir de rendre compte à la Conférence générale de toutes les activités et travaux réalisés dans leur région géographique. La coordination sur le terrain est assurée par des pasteurs.

## Activités développées

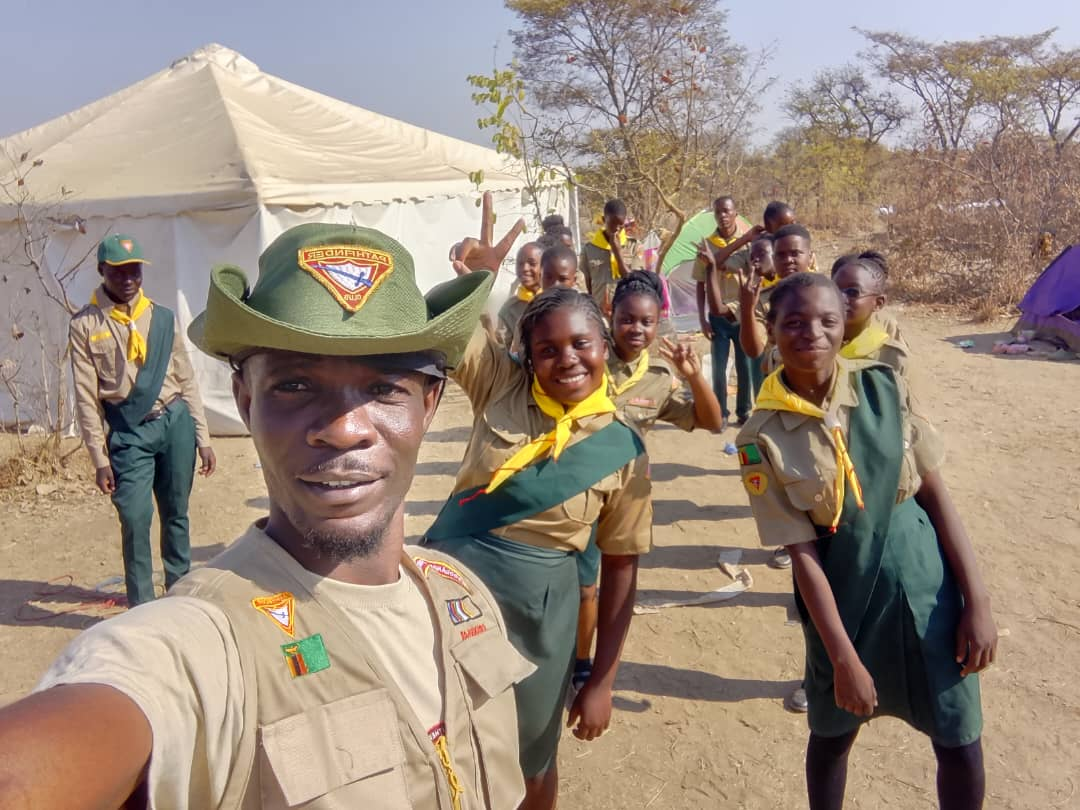
L'explorateurs de Zambie en camporée

Plusieurs activités sont développées dans le programme du club des Explorateurs, se subdivisant selon le trépied pédagogique du club, mettant l'accent sur «le physique, le mental et le spirituel».

### Aspects liés au conditionnement physique
Dans le cadre du programme officiel du club des Explorateurs, le développement physique (activités physiques et sportives) est valorisé. Ceci est expliqué dans la philosophie des Explorateurs, qui stipule que «les juvéniles (entre 10 et 15 ans) sont à un stade de croissance et de développement physique très rapide». Diverses activités telles que la randonnée, les sentiers dans la jungle, le vélo, l'alpinisme, entre autres, sont mises en avant dans les activités du département.
Les activités à l'intérieur et à l'extérieur de la réunion régulière du club des Explorateurs se concentrent sur le développement physique et corporel. Des jeux sportifs, des activités récréatives et des jeux pour enfants sont développés, ce qui encourage la pratique d'exercices. Même les activités traditionnelles de réunions régulières, comme l'ordre uni, valorisent l'aspect physique, combiné au développement mental.
Comme les activités physiques doivent, par essence (selon la philosophie officielle), divertir et attirer un enfant et un adolescent, et leur permettre de développer ensemble leurs aspects mentaux et spirituels.

### Aspects liés au développement mental
Dans le cadre du développement mental, les jeunes sont encouragés à étudier et à développer des classes et des spécialités, qui sont analogues aux stages éducatifs et aux disciplines académiques.
Bien qu'ils comprennent également les aspects physiques et spirituels, les classes et les spécialités apportent un plus grand bénéfice mental à l'explorateur, car ils fournissent un apprentissage étendu sur les sujets les plus divers.

### Aspects liés au développement spirituel
Bien que la partie physique demande beaucoup de temps dans les activités, le développement spirituel est l'objectif principal du club. Le but fondamental est de permettre au mineur «d'avoir une expérience quotidienne et constante avec Dieu», en lui faisant réfléchir sur «la création de soins divins pour lui»,.
En matière spirituelle, plusieurs activités sont menées afin d'impliquer les jeunes. Il convient de noter le travail missionnaire, les études bibliques et le travail bénévole,. Le club tient normalement deux réunions hebdomadaires, à savoir: une le dimanche, où les aspects physiques, athlétiques et mentaux de la jeunesse sont travaillés, et; un samedi, où des activités spirituelles sont développées, telles que la visite d'asiles et d'orphelinats, le don de nourriture et de vêtements, la distribution de brochures religieuses, des campagnes contre la violence et la drogue, entre autres activités.

#### Citoyenneté chrétienne
Dans le domaine spirituel, il y a la notion de citoyenneté chrétienne dans le club des Explorateurs. Cela fait partie intégrante du travail avec les jeunes et établit les concepts (ou le deuxième trépied) de «citoyenneté et loyauté» qui sont au nombre de trois: servir Dieu, la patrie et l'humanité. Le travail social de tout le département est guidé par ce concept.

## Classes, spécialités et système de mérite

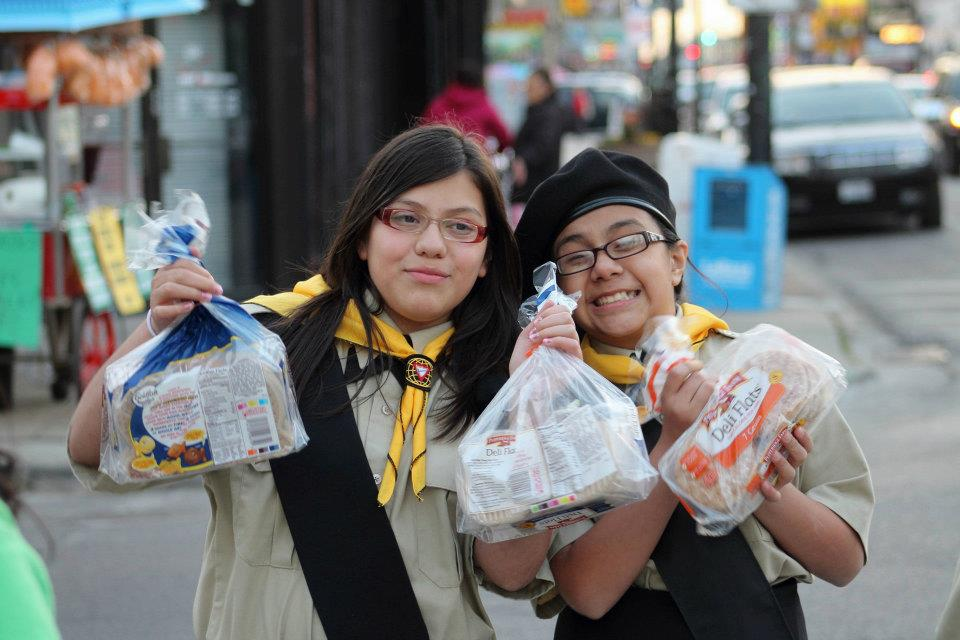
Éclaireurs du Clube Emannuel, en 2013, au Pérou, faisant un don de nourriture.

### Classes réguliers et avancés
Les classes réguliers sont des activités qui couvrent les thèmes les plus variés, en tenant toujours compte de la philosophie éducative du club. Ils ressemblent à des diplômes universitaires, car il est recommandé de les développer dans un délai d'un an, en respectant l'âge correct pour chaque classe. Les classes avancées sont développées ensemble, qui contiennent des exigences plus élaborées, généralement avec un certain degré de difficulté par rapport aux classes régulières. Il y a douze classes pour les jeunes,:
- Ami et Ami Avancé (10 ans);
- Compagnon et Compagnon Avancé (11 ans);
- Explorateur et Explorateur Avancé (12 ans);
- Pionnier et Pionnier Avancé (13 ans);
- Voyageur et Voyageur Avancé (14 ans);
- Guide et Guide Avancé (15 ans).

### Leadership et spécialisations
À l'âge de 16 ans, l'explorateur a la possibilité de choisir de rester dans le club et de composer le conseil d'administration. Si tel est le choix, il commencera à répondre aux classes de chef-guide, qui sont au nombre de trois : chef-guide ; maître-guide; et sénior-guide. Ces classes ont pour fonction de préparer et de former l'aspirant qui composera les cadres dirigeants, en donnant toutes les instructions nécessaires à cet égard,.
Alors que la classe Chef-Guide permet la formation de leaders dans un sens plus large, la classe Maître-Guide existe pour spécialiser les leaders déjà investis qui travailleront sur la formation technique des aspirants. Le dernier degré de spécialisation, Sénior-Guide, se concentre sur la production et la révision de contenu pour le département,.

### Spécialités et masters
Les spécialités sont des activités théoriques et pratiques axées sur un thème spécifique, comme s'il s'agissait de cours intensifs. Son objectif est d'amener l'explorateur à assimiler de nouvelles connaissances, des domaines liés à la nutrition et à la santé, aux activités récréatives, de manière à lui permettre et à le former à faire face aux situations les plus diverses. La philosophie des spécialités suggère également qu'elle contribue au développement spirituel et moral de l'explorateur.
Les masters sont des groupes de spécialités connexes qui, s'ils sont développés, donnent à l'explorateur, par le biais du système des mérites du club, la possibilité de lui attribuer le mérite de connaître un certain domaine de connaissances.

### Système de mérite
Le système de mérite explorateur permet aux jeunes et aux adultes de développer leurs compétences dans quatre grands domaines d'activité, qui sont reconnus dans le programme du club comme des piliers de soutien, à savoir: l'église, la famille, l'école (ou le travail) et le club lui-même.
L'incitation aux bonnes pratiques dans tous ces piliers est reconnue à travers le «barrette d'excellence», qui est décerné tous les 12 mois aux jeunes (moins de 15 ans) d'excellence morale reconnue. Le directeur du club, avec son conseil d'administration, est responsable de juger de l'aptitude du candidat. Pour les plus de 16 ans, cinq ans de service bénévole d'excellence ininterrompu dans le club, garantissent également l'attribution du badge; dans ce cas, ce sont le coordinateur régional et le coordinateur de district qui jugent la pertinence.